# Tétanos
El tétanos o  tétano es una enfermedad aguda provocada por las neurotoxinas producidas por la bacteria Clostridium tetani, un bacilo anaeróbico Gram positivo productor de esporas que se encuentra comúnmente en objetos contaminados, cuyos efectos en el sistema nervioso generan espasmos o violentas contracciones musculares, rigidez e inestabilidad del sistema autónomo.

## Historia

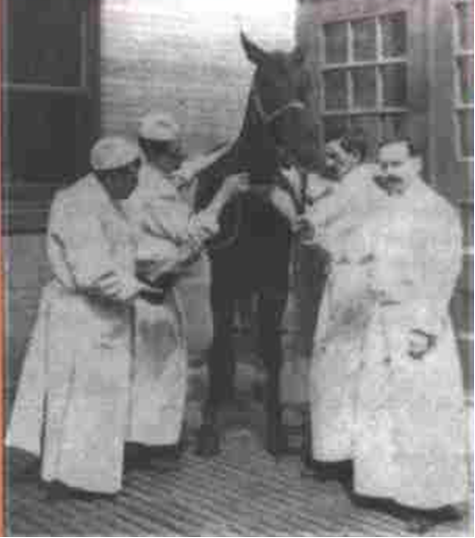
El caballo Jim, cuyo suero sanguíneo se usó para producir antitoxina de la difteria, terminó contaminado con la bacteria tetánica, y provocó varias muertes entre 1900 y 1902.

Existen datos antiguos desde el siglo V a. C. en los que se describe a esta enfermedad. Hipócrates fue el primero que describió los síntomas del tétanos en un marinero, y los describió como hipercontracción de músculos esqueléticos.
En 1889 el médico y bacteriólogo japonés Kitasato Shibasaburo logró el primer cultivo de Clostridium tetani. Posteriormente la toxina del tétanos fue descubierta por Knud Faber en 1899, condición previa para el éxito del desarrollo de la vacuna. Desde entonces, el bacilo C. tetani se ha aislado en la tierra (especialmente en la tierra de cultivo), en heces e intestinos de caballos, ovejas, ganado ovino, ratas, perros, conejillos de indias y pollos. Sus esporas se pueden encontrar en la tierra y en la superficie de la piel (tanto la de animales como humanos) y debajo de las uñas.
La inmunización pasiva contra el tétanos se llevó a cabo masivamente por primera vez durante la Primera Guerra Mundial.

## Etiología
El agente causal, Clostridium tetani, es un bacilo anaerobio estricto (obligado), Gram positivo, móvil, con una espora terminal de mayor diámetro, lo que le da la apariencia de una baqueta. Sus esporas son estables en condiciones atmosféricas generales y pueden vivir durante años, excepto que entre en contacto con oxígeno o luz solar (que destruye tanto al organismo como sus esporas en pocas horas). Es resistente a determinados desinfectantes: fenol, formol y etanol, pero son destruidas por peróxido de hidrógeno (agua oxigenada), glutaraldehído y la esterilización por calor.
El agente patógeno (el bacilo) se encuentra de manera cosmopolita en el suelo, sedimentos marinos, en medio inorgánico, metales en oxidación y también en las heces de determinados animales.
Se introduce al cuerpo a través de heridas abiertas por contacto con tierra, estiércol contaminado; por cortes o penetración de algún objeto oxidado como clavos, anzuelos o cuchillas oxidadas; por mordeduras de perros, etcétera.
El periodo de incubación del tétanos va de 24 horas a 54 días. El periodo promedio es de unos 8 días. Por lo general, cuanto más alejado esté la herida del sistema nervioso central, más largo es el periodo de incubación. Los periodos de incubación y la probabilidad de muerte por tétanos son inversamente proporcionales.
Una vez en el interior del cuerpo prolifera por todo el organismo, transportada por vía sanguínea y linfática, hasta alcanzar el sistema nervioso, por el cual tiene preferencia. Se multiplica y segrega sustancias tóxicas (toxinas), que penetran en las fibras nerviosas motoras periféricas, hasta llegar al sistema nervioso central, con afectación inhibitoria de neuronas productoras del neurotransmisor GABA y el aminoácido glicina, con lo que provoca la parálisis y los espasmos musculares que caracterizan la enfermedad.

## Patogenia
El bacilo libera dos toxinas: la tetanolisina y la tetanoespasmina. La acción principal de la tetanoespasmina se impone sobre los nervios periféricos del sistema nervioso central. Hay modificación de proteínas encargadas de la liberación de los neurotransmisores GABA y glicina de las células de Renshaw del asta anterior de la médula espinal.
Debido a que la tetanoespasmina escinde a la proteína sinaptobrevina (que, en conjunto con el calcio, ayuda a la fusión de la vesícula sináptica a la membrana presináptica). Las motoneuronas tipo alfa quedan desinhibidas, lo que genera contracciones musculares tónicas sostenidas y contracciones clónicas o sacudidas y conlleva a dolorosos calambres musculares.
Cuando disminuye el potencial redox en los tejidos, se  favorecen las condiciones anaeróbicas y el paso de la bacteria a la forma vegetativa, la multiplicación bacteriana y la producción y liberación de toxina.
La toxina hemolítica y la tetanolisina suelen ser cardiotóxicas, pero de naturaleza insignificante, dados los síntomas típicos de la enfermedad, y es muy infecciosa.

## Síntomas

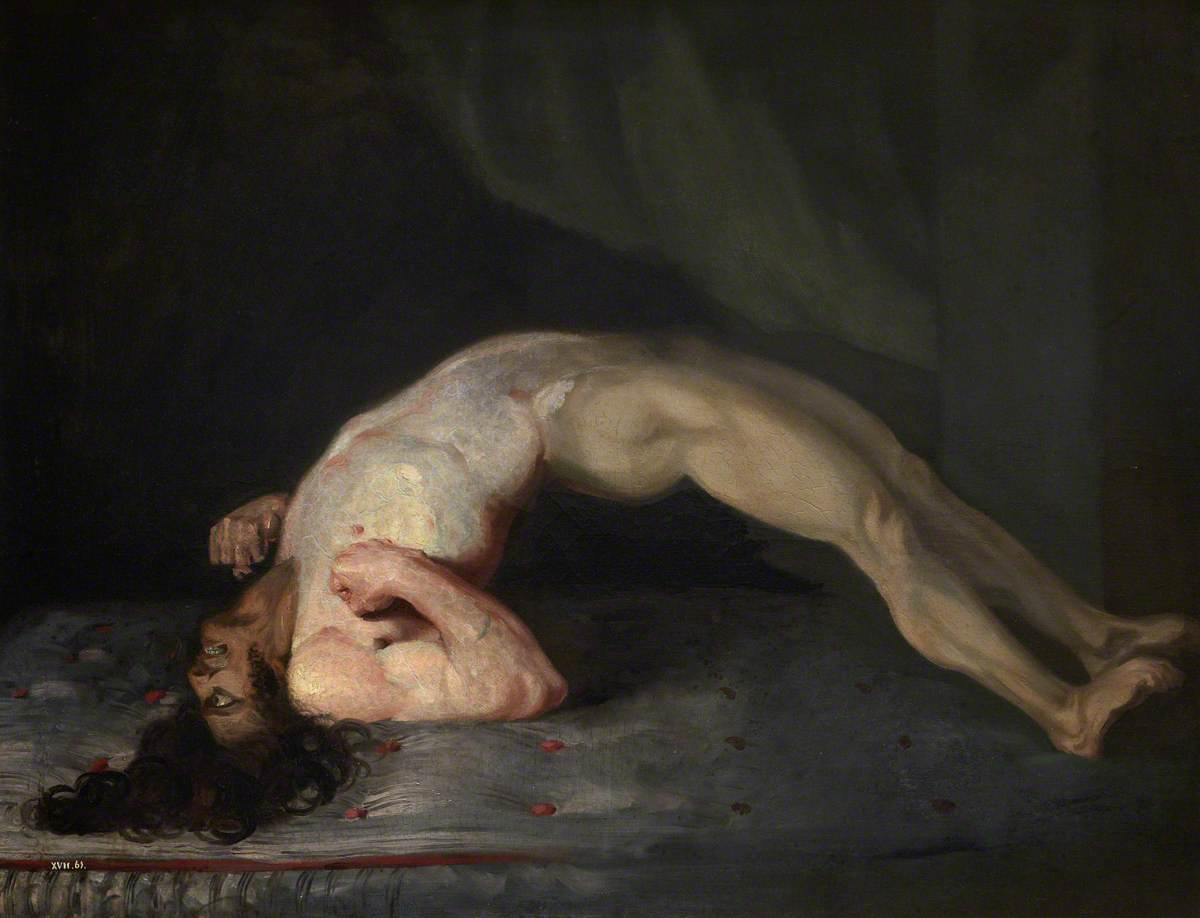
Opistótonos o espasmos musculares de un hombre que sufre de tétanos (1809).

- Con frecuencia, el tétanos comienza con espasmos leves en los músculos de la mandíbula (trismo). Los espasmos también pueden afectar el tórax, el cuello, la espalda y los músculos abdominales. Los espasmos musculares de la espalda a menudo causan arqueamiento, llamado opistótonos.
- Algunas veces, los espasmos afectan músculos de la respiración, lo cual puede llevar a problemas respiratorios.
- La acción muscular prolongada causa contracciones súbitas, fuertes y dolorosas de grupos musculares, lo cual se denomina tetania. Estos episodios pueden provocar fracturas y desgarros musculares.
- Babeo,
- sudoración excesiva,
- fiebre.

## Clasificación
Según la intensidad de las contracciones, aparecen las siguientes formas de tétanos:
- leve: rigidez muscular con escasas contracciones musculares;
- moderada: cierre de la mandíbula con rigidez, dificultad al tragar (disfagia) y contracciones de los músculos del cuello, de la espalda y del abdomen; facies de risa sardónica;
- grave: afectación respiratoria.

Basado en la patogenia de la enfermedad, se pueden distinguir:
- Tétanos local: es una forma poco frecuente de la enfermedad, en la que los pacientes tienen contracción persistente de los músculos en la misma zona anatómica de la lesión. Las contracciones pueden persistir durante varias semanas antes de la eventual y gradual disminución de la sintomatología. El tétanos local es generalmente leve, y sólo alrededor del 1 por ciento de los casos son mortales, aunque puede verse precedido por la aparición de tétanos generalizado.
- Tétanos cefálico: es una forma rara de la enfermedad, a veces ocurre asociado con una otitis media, en la que C. tetani está presente en la flora del oído medio, o bien, después de las lesiones traumáticas en la cabeza. Se involucran los nervios craneales, especialmente los del área facial.
- Tétanos generalizado: es el tipo más común de tétanos, lo que representa aproximadamente el 80 por ciento de los casos. La forma generalizada por lo general se presenta con un patrón descendente. La primera señal es el trismo y el llamado espasmo facial o risa sardónica, seguido por la rigidez del cuello, la dificultad para tragar y la rigidez de los músculos pectorales y de la pantorrilla. Otros síntomas son una temperatura elevada, sudoración, la elevación de la presión arterial y un ritmo cardíaco rápido, que se presenta de manera episódica. Los espasmos pueden ocurrir con frecuencia y con una duración de varios minutos con el cuerpo en la forma arqueada característica, llamada opistótonos. Los espasmos pueden seguir por 3-4 semanas, y la recuperación completa puede tardar hasta meses.[6]
- Tétanos neonatal: es una forma de tétanos generalizado que ocurre en los recién nacidos, en niños que no han adquirido una inmunidad pasiva porque la madre nunca ha sido vacunada. Por lo general la infección se produce a través del muñón umbilical infectado, en particular cuando se corta el cordón con un instrumento no estéril. El tétanos neonatal es común en muchos países en desarrollo y es responsable de alrededor del 14 por ciento de las muertes neonatales, pero es muy raro en los países desarrollados.

## Cuadro clínico

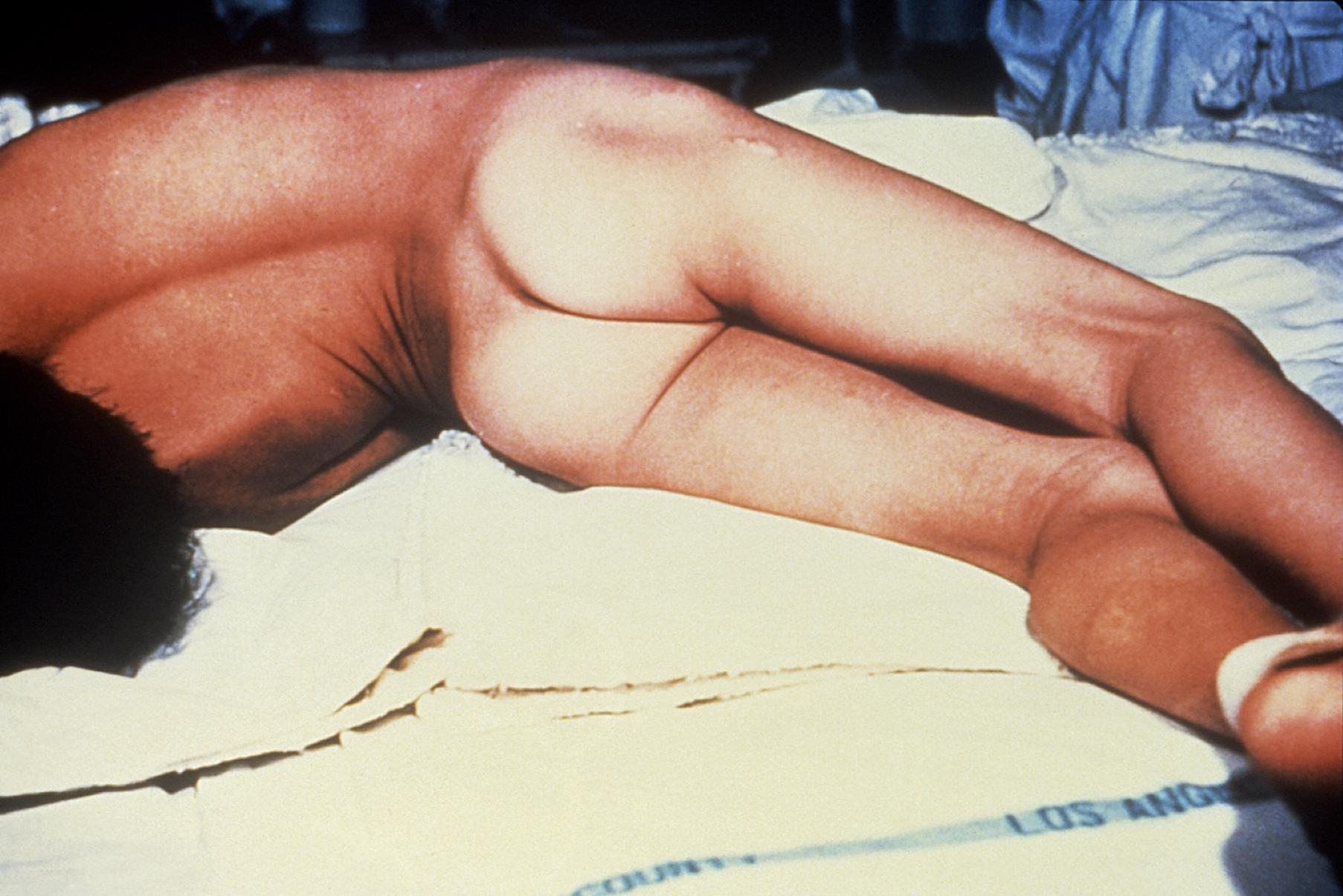
Curvatura espasmódica del cuerpo hacia atrás: opistótonos. El mismo fenómeno con curvatura hacia delante se llama emprostótonos.

Algunos de los síntomas característicos del tétanos son:
- rigidez de los músculos y espasmos musculares (mandíbula, cuya rigidez también se conoce como trismus, cara, abdomen, miembros superiores e inferiores);
- fiebre y pulso rápido;
- dificultad para tragar;
- apnea;
- contracción del cuerpo entero de tal manera que se mantiene encorvado: hacia atrás (opistótonos) o bien hacia adelante (emprostótonos).[8]

## Diagnóstico diferencial
El tétanos tiene elementos clínicos que pueden hacer confundirlo con otras patologías, entre ellas:
- tetania hipocalcémica,
- reacciones distónicas de las fenotiazinas,
- hiperventilación por ataques de histeria,
- encefalitis grave,
- mal de rabia,
- intoxicación por estricnina.

## Tratamiento
La herida se debe limpiar bien y eliminar la fuente de la toxina, retirar el tejido muerto y dejar expuesto al aire, ya que el oxígeno mata a las bacterias anaeróbicas. La penicilina (o tetraciclina para pacientes alérgicos) ayuda a reducir la cantidad de bacterias, pero no tiene ningún efecto sobre la neurotoxina que producen. Hoy en día se recomienda el empleo del metronidazol, en reemplazo de la penicilina, ya que esta última posee efecto anti-GABA, que podría tener actividad sinérgica con la toxina tetánica. También se debe administrar inmunoglobulina humana antitetánica para neutralizar la toxina circulante que aún no se ha unido a las terminaciones nerviosas o suero antitetánico.

## Prevención
El tétanos se puede prevenir mediante la vacunación. Un refuerzo de la vacuna es recomendable cada 10 años. Por lo general, se da una vacuna cada vez que un paciente sufre un pinchazo o una herida cuando no se tiene la certeza de su vacunación.
Siguiendo el esquema de tres dosis durante la lactancia, un refuerzo en la infancia, uno en la adolescencia y uno en la edad adulta, la protección puede durar de por vida.

## Tétanos en animales
Todas las especies animales son susceptibles al tétanos, pero varía mucho según la especie. El tétanos es prácticamente desconocido en los animales de sangre fría (poiquilotermos), que son los más resistentes. La rana, en un ambiente frío (menos de 18 °C), es insensible a la toxina tetánica, pero se vuelve susceptible a más de 27 °C.

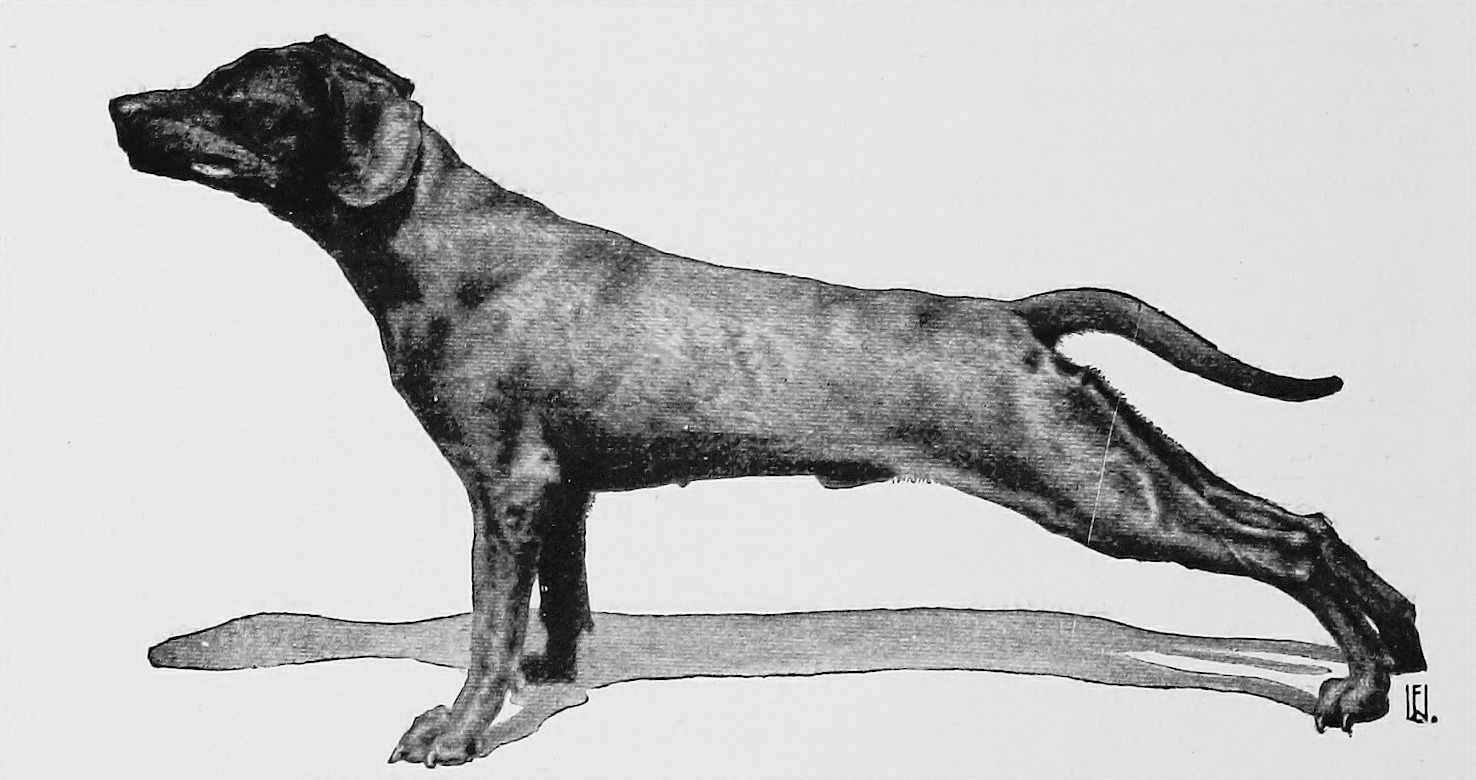
Contracciones de los músculos de la espalda en perros.

En la práctica, el tétanos existe principalmente en los mamíferos, pero siempre con diferente sensibilidad según la especie. Los carnívoros son los más resistentes. En los perros, el tétanos suele estar relacionado con una herida en las patas delanteras, con contractura de los músculos faciales, dificultades respiratorias e hipertermia. Los cachorros jóvenes tienen una forma más grave que los perros adultos. Casi la mitad de los perros supervivientes siguen teniendo problemas de sueño (espasmos musculares, ladridos).
En los gatos, el tétanos se presenta de forma local y moderada (rigidez en extensión de una pata), recuperándose el animal en pocas semanas.
Los caballos. y los primates son los más sensibles. La tasa de mortalidad puede llegar a más del 80%. Los animales supervivientes tienen una convalecencia de dos a seis semanas. No se desarrolla inmunidad.

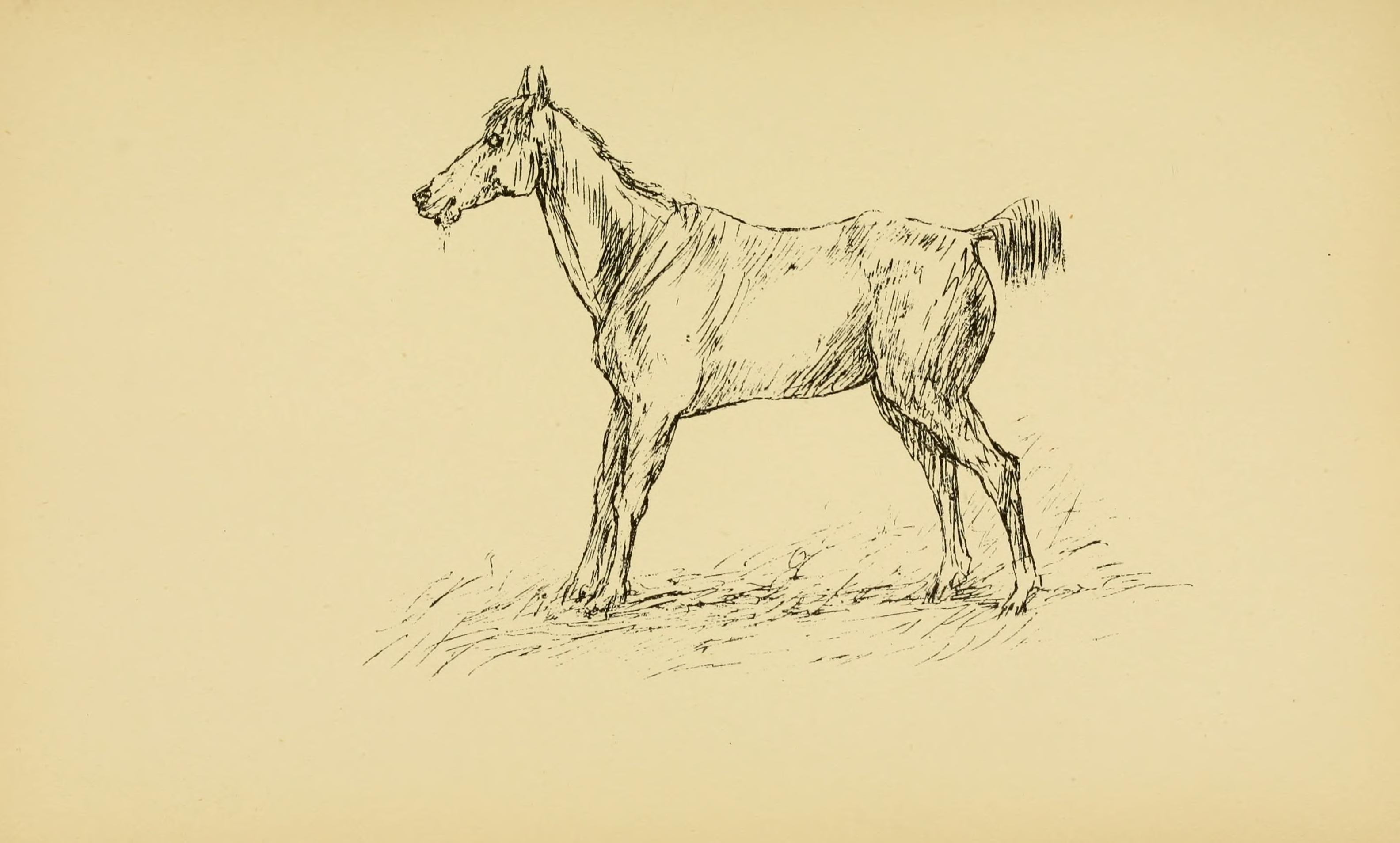
Orejas verticales, rigidez de las patas delanteras, cola erguida en caballos.

El tétanos es común en los caballos no vacunados: las orejas se levantan, las fosas nasales se dilatan y el tercer párpado cae. El animal suda, tiene dificultad para avanzar, girar y retroceder. Los espasmos generalizados van acompañados de problemas cardiovasculares y respiratorios. En las formas hiperagudas, la muerte ocurre en uno o dos días; en caso contrario, en una a tres semanas. En las formas moderadas, el tétanos se limita a contracturas musculares locales que se resuelven en unas pocas semanas. En una serie de 176 casos de tétanos ocurridos en caballos en Europa entre 2000 y 2014, la tasa de mortalidad fue del 68,2%.
Las prácticas de cría pueden ser fuente de tétanos (inyecciones veterinarias, herrado o descornado de pezuñas, anillamiento, castraciones, etc.) si no se llevan a cabo en condiciones asépticas. En ovinos, caprinos y porcinos: el tétanos se manifiesta por trastornos de la marcha, caídas y opistótonos. El tétanos es más común en corderos y lechones (contaminación durante el corte del cordón umbilical).
El tétanos experimental en laboratorio afecta a ratas, ratones, cobayas y conejos. Las diferencias de sensibilidad se deberían a variaciones en la estructura molecular de los receptores nerviosos, adaptándose mejor la toxina tetánica a los de humanos y caballos.